# Kumla församling, Strängnäs stift
Kumla församling är en församling i Kumla pastorat i Södra Närkes kontrakt i Strängnäs stift. Församlingen ligger i Kumla kommun i Örebro län (Närke).

## Administrativ historik
Församlingen har medeltida ursprung och var till 1862 moderförsamling i pastoratet Kumla och Hallsberg. Från 1862 till 1962 utgjorde församlingen ett eget pastorat. Från 1962 bildade den pastorat med Hardemo församling där från 1991 även Ekeby församling ingår.
Före 1967 var församlingen delad av kommungräns och därför hade den två församlingskoder, 181302 för delen i Kumla landskommun och 188100 för delen i Kumla stad.

## Organister
| Verksam   | Namn                  | Levnadstid | Övrigt    |
| --------- | --------------------- | ---------- | --------- |
| 1956–1964 | Bengt Erik Olof Ekhem | 1926–      | Organist. |

## Kyrkor
- Kumla kyrka
- Hällabrottets kyrka